# Limite de déplétion du lithium
La limite de déplétion du lithium, lithium depletion boundary en anglais (LDB), est un indicateur permettant la datation des amas ouverts reposant sur la destruction du lithium par fusion (en). Elle permet de dater des amas dont l'âge est compris entre 20 et 200 millions d'années.

## Principe
La déplétion du lithium dans une étoile de la pré-séquence principale débute lorsque la température du noyau dépasse environ 2,5 × 106 kelvins. Le temps nécessaire pour que le noyau atteigne cette température est fortement dépendant de la masse de l'étoile considérée. Ainsi, en connaissant les masses, luminosités et températures des étoiles d'âges proches d'un groupe, l'étude de la déplétion du lithium peut fournir un âge de ces étoiles. Cette technique est cependant limitée aux étoiles dont l'âge est compris entre 20 et 200 millions d'années : en dessous de 20 millions d'années les incertitudes sur les conditions initiales sont trop importantes et au-dessus de 200 millions d'années la limite de déplétion n'est pas définie de manière claire.